# 盘谷站
盤谷站（：／ Bangok yeok */?）是韩国铁道公社的一個铁路车站，位于江原道原州市盤谷洞，屬於中央线。

## 历史
- 1941年7月1日：开始使用。
- 2021年1月5日：停用本站。

## 相鄰車站
韓国铁道公社
中央线
流交信号场－盤谷－金交信号场